# Puchar Świata w Zapasach 1985
Zawody Pucharu Świata w 1985 roku:
- w stylu klasycznym mężczyzn rywalizowano pomiędzy 9 a 10 listopada w Lund (Szwecja).
- w stylu wolnym mężczyzn w dniach 30–31 marca w Toledo (Stany Zjednoczone).

## Styl klasyczny

### Ostateczna kolejność drużynowa
| Poz. | Państwo           |
| ---- | ----------------- |
|      | ZSRR              |
|      | Szwecja           |
|      | Kuba              |
| 4.   | Stany Zjednoczone |
| 5.   | Japonia           |

### Klasyfikacja indywidualna
| Waga   |                      |                      |                    | 4               | 5                  | 6              |
| ------ | -------------------- | -------------------- | ------------------ | --------------- | ------------------ | -------------- |
| 48 kg  | Reinaldo Jiménez     | Ilham Umasyev        | Kent Andersson     | Masanori Ōhashi | T.J. Jones         |                |
| 52 kg  | Siergiej Diudiajew   | Hidekazu Okawa       | Mario Oliveras     | Stefan Oehrn    | Shawn Sheldon      | ----           |
| 57 kg  | Timierżan Kalimulin  | Benni Ljungbeck      | Amadoris González  | Robert Hermann  | Shunji Nakadome    | ----           |
| 62 kg  | Anatolii Tainkin     | Kent-Olle Johansson  | Dalen Wasmund      | Mauro Lobaina   | Shigeyoshi Ashino  | Ronny Persson  |
| 68 kg  | Lewon Dżulfalakian   | James Martinez       | Sonny Davidsson    | Rafael Sánchez  | Mitsumasa Nakajima | Lars Lagerborg |
| 74 kg  | Michaił Mamiaszwili  | Antonio López        | Roger Tallroth     | David Butler    | Marthin Kornbakk   | Hiromichi Itō  |
| 82 kg  | Taimuraz Aphazawa    | Chris Catalfo        | Magnus Fredriksson | Juan Conde      | Tamotsu Yabiku     | ----           |
| 90 kg  | Khavas-Bautin Mulaev | Frank Andersson      | Guillermo Cruz     | Tōru Higashide  | Oerjan Jansson     | Steven Goss    |
| 100 kg | Greg Gibson          | Wiaczesław Klimienko | Wilfredo Pelayo    | ----            | ----               | ----           |
| 130 kg | Władimir Grigoriew   | Dennis Koslowski     | Arturo Díaz        | ----            | ----               | ----           |

## Styl wolny

### Ostateczna kolejność drużynowa
| Poz. | Państwo           |
| ---- | ----------------- |
|      | ZSRR              |
|      | Stany Zjednoczone |
|      | Japonia           |
| 4.   | Kuba              |
| 5.   | Kanada            |
| 6.   | Afryka            |